# Церковь Константина и Елены (Флотское)
Церковь Святых Равноапостольных Константина и Елены — православный храм в селе Флотское Балаклавского района Севастополя. Относится к Севастопольскому благочинию Симферопольской и Крымской епархии Русской православной церкви.

## История
Есть сведения, что церковь того же посвящения в старинном греческом селении Карань существовала ещё в первой половине XV века. Современное здание было сооружено в 1775 году (на момент присоединения Крыма к России 8 февраля 1784 года, согласно Камеральному Описанию Крыма… 1784 года, в селении существовали 2 церкви). После выселения греков в сентябре 1778 года — по «Ведомости о выведенных из Крыма в Приазовье христианах» А. В. Суворова из селения Карань выехало греков 331 человек — 172 мужчины и 159 женщин — церкви были заброшены до 1841 года, когда была отремонтирована и возобновлена поселёнными в Карани греками Балаклавского батальона.
Церковь была разорена во время Крымской войны 1853—1856 годов, сразу после её окончания, в 1856 году исправлена прихожанами и освящена. Храм закрыли в 1920-е годы и использовали как кинозал и клуб, возобновлен в 1990-е, приписан к Балаклавскому Свято-Георгиевскому Монастырю.

## Архитектура
Архитектурно церковь — простая однонефная базилика, украшенная портиком с треугольным фронтоном.